# Couvent franciscain de Tolisa
Le couvent franciscain de Tolisa est un couvent de franciscains situé à Tolisa, dans la municipalité d'Orašje en Bosnie-Herzégovine. Il remonte au XIXe siècle et est inscrit sur la liste des monuments nationaux de Bosnie-Herzégovine.

## Localisation

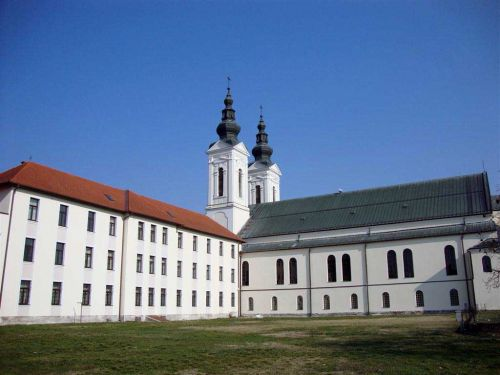
Autre vue du couvent

## Architecture

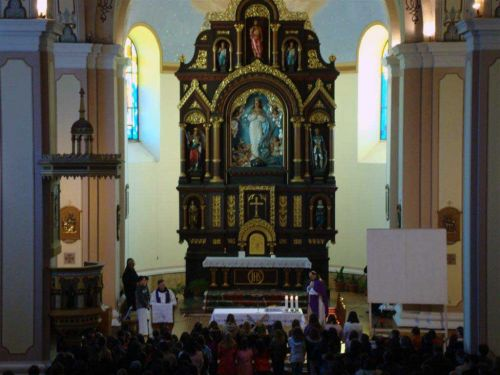
L'intérieur de l'église de l'Assomption